# Emilio Gancedo
Emilio Gancedo Fernández (León, 1977) es un escritor, periodista y gestor cultural español. Actualmente desempeña el puesto de Coordinador de Proyectos y Actividades Culturales del Instituto Leonés de Cultura. Sus intereses abarcan fundamentalmente dos escenarios: la tradición oral y la memoria de los mayores, por una parte, y el cultivo de la ficción literaria por otra. En su obra más conocida, ‘Palabras mayores. Un viaje por la memoria rural’, enlaza ambas disciplinas. 

## Trayectoria
Nacido en la capital leonesa, estudió Periodismo y Comunicación Audiovisual en la Universidad de Navarra, y posteriormente se formó en documentales en la Universidad Pompeu Fabra de Barcelona y en la Escuela Internacional de San Antonio de los Baños, Cuba. Trabajó durante casi veinte años en la sección de cultura de Diario de León escribiendo, sobre todo, artículos y reportajes de temas culturales, patrimoniales y etnográficos, y también ha llevado a cabo un proyecto de investigación y divulgación en la Cátedra de Estudios Leoneses de la ULE plasmado en el Archivo de la Memoria Oral del Reino de León. En sus inicios también escribió relatos y poemas en el romance patrimonial de su tierra, el leonés.
Publicó su primer libro a los 23 años, ‘La hoja de roble’ (editorial Endymion), colección de relatos ambientados en la Edad Media, a los que siguieron otros de muy diverso tipo: guías de viaje (‘León, parada jacobea’, 2004), cuentos cortos y microrrelatos (‘Trece cuentos extraños’, Eolas Ediciones, 2007), y de divulgación etnográfica y lingüística (‘Tradición oral’, con Diego José González, 2008; y ‘El habla de León’, con José Ramón Morala, 2009, editorial Edilesa), participando también en numerosas obras colectivas y en el guion de tres documentales. Gancedo ha recibido premios como el ‘Nuevos Lenguajes’ de la Fundación Coca Cola España, el Premio de Reportajes de la Casa de León en Madrid o el ‘Armonía de las Letras’ a la mejor aportación a la cultura regional.
En 2015, y tras viajar durante casi medio año por España, publica ‘Palabras mayores, un viaje por la memoria rural’ (ed. Pepitas, 2015), donde recoge historias, vivencias y reflexiones de personas nacidas en el medio rural de todas las comunidades autónomas españolas. El libro va por su cuarta edición y ha cosechado críticas muy elogiosas, además de haber sido presentado en más de treinta ciudades y foros culturales. 
Así, Manuel Rivas escribió en El País Semanal:"Es un libro que no sueltas porque tiene el acento de la verdad, y donde cada línea tiene horizonte.” Para Julio Llamazares, ‘Palabras mayores’ fue “uno de los diez libros más importantes publicados en este país en los últimos años.”. Y Sergio del Molino, en la revista Eñe, afirmó: “Si Gancedo fuera norteamericano y este libro recogiese historias del interior de su país, hoy llevaría una pegatina en la portada que lo acreditaría como ganador del Pulitzer”.
En 2019, también con la editorial Pepitas, publica su primera novela, ‘La Brigada 22’, donde plantea qué pasaría si un grupo de maquis nunca hubiera sido detenido ni localizado, y sus integrantes sobreviviesen, ya casi octogenarios, a la muerte de Franco sin enterarse de lo acontecido en el país a lo largo de cuatro décadas. La revista especializada Courbett Magazine la eligió como una de las cuatro mejores novelas debut de 2019, y la revista Ínsula, en su número 880, la destaca como una de las mejores del año. Fue finalista del Premio de la Crítica de Castilla y León 2020.
Edurne Portela, en El País, escribió que la novela "es una admirable defensa de la imaginación, del lenguaje literario y del humor como formas de acercarnos a la historia". Y Raúl Conde, en El Mundo, aseguró: "La literatura de Gancedo brota de la síntesis periodística, del aplomo narrativo y del léxico preciso".
Desde el 17 de abril de 2020 es Coordinador de Actividades y Proyectos Culturales del Instituto Leonés de Cultura.
En mayo de 2023 publica 'Barrio húmedo' (editorial Pepitas), libro protagonizado por los habitantes de un casco histórico que casi podría ser el de cualquier ciudad española. Sus capítulos suceden en épocas históricas diferentes, y siempre tienen el vino y las tabernas como principales hilos conductores.
En septiembre de 2023, asimismo en la editorial Pepitas, aparece ‘Cancionero’, libro que contiene una larga entrevista realizada por Emilio Gancedo a Los Hermanos Cubero junto con las letras de las canciones de este grupo folk de culto..

## Obras literarias
- La hoja de roble (editorial Endymion, 2001), relato.
- León, parada jacobea (2004), guía de viajes.
- Trece cuentos extraños (Eolas Ediciones, 2007), cuentos.
- Tradición oral con Diego José González (Editorial Edilesa, 2008), divulgación.
- El habla de León con José Ramón Morala (Editorial Edilesa, 2009), divulgación.
- Palabras mayores, un viaje por la memoria rural (Editorial Pepitas, 2015).
- La Brigada 22 (Editorial Pepitas, 2019), novela. Obra finalista del Premio de la Crítica de Castilla y León en 2020.[19]
- Barrio Húmedo  (Editorial Pepitas, 2023).